# Lijst van Chinese autosnelwegen

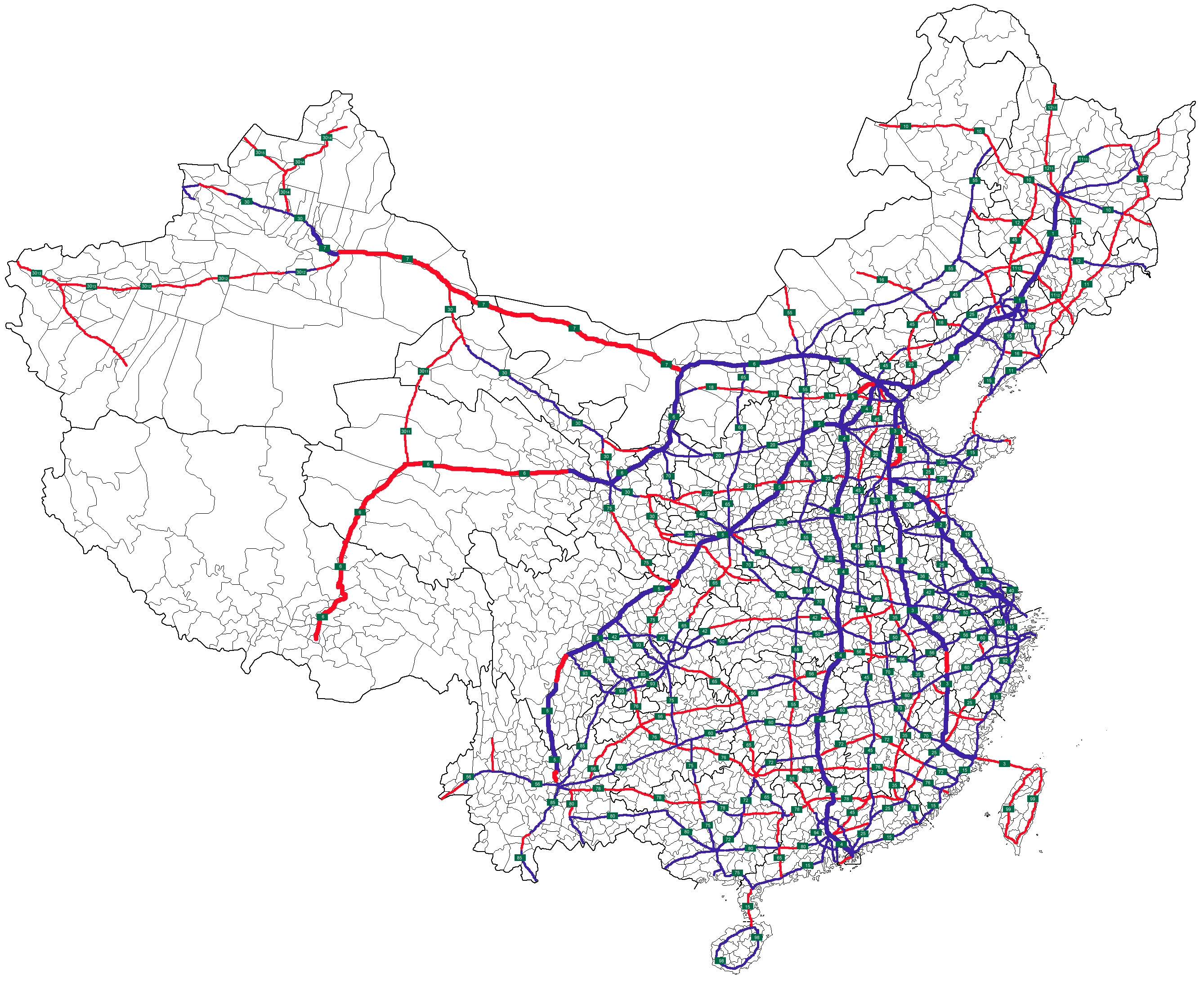
Blauwe wegen zijn aangelegd, rode wegen in constructie of planningsfase

Chinese nationale snelweg

Chinese provinciale snelweg

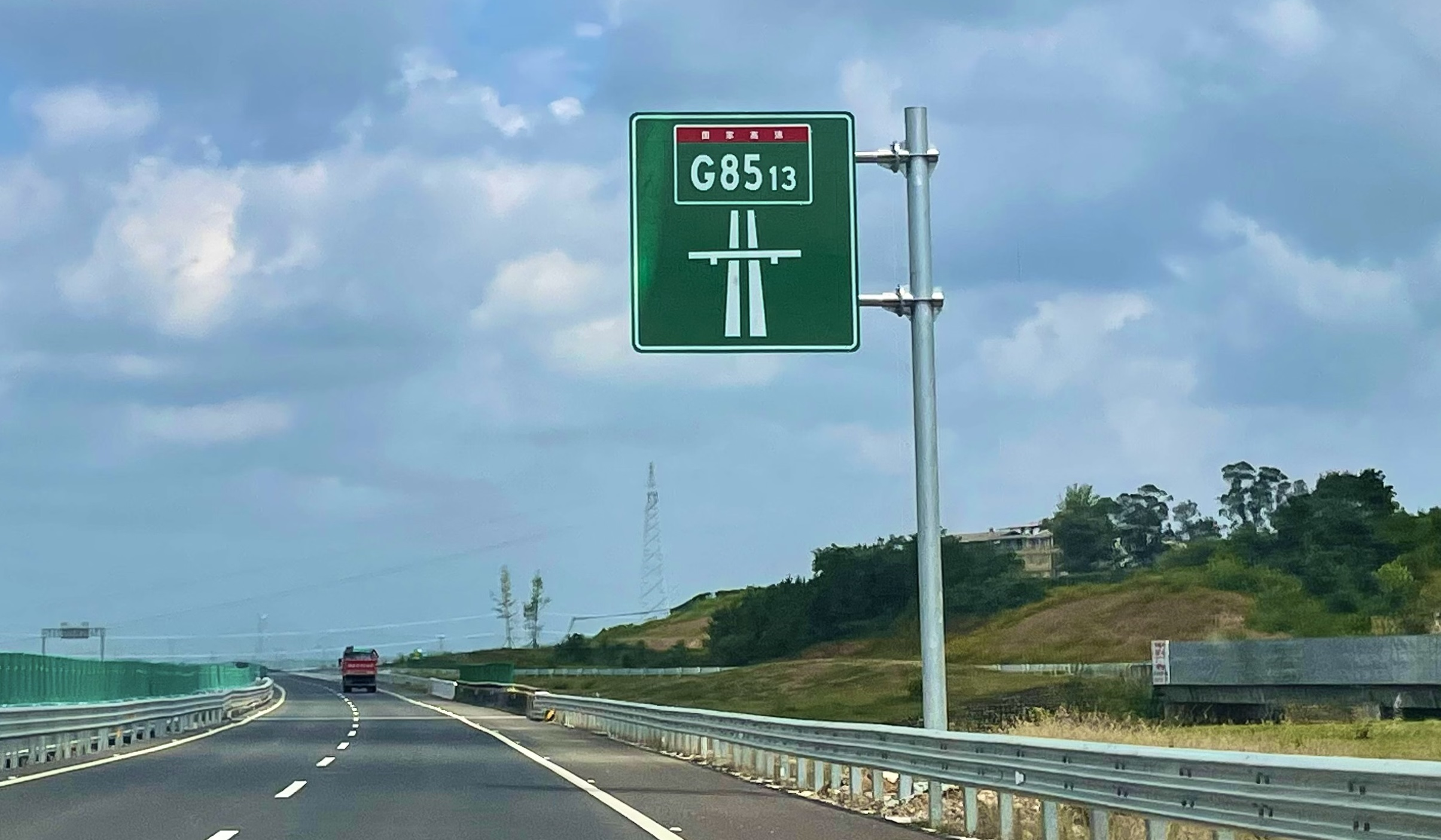
Chinese nationale snelweg

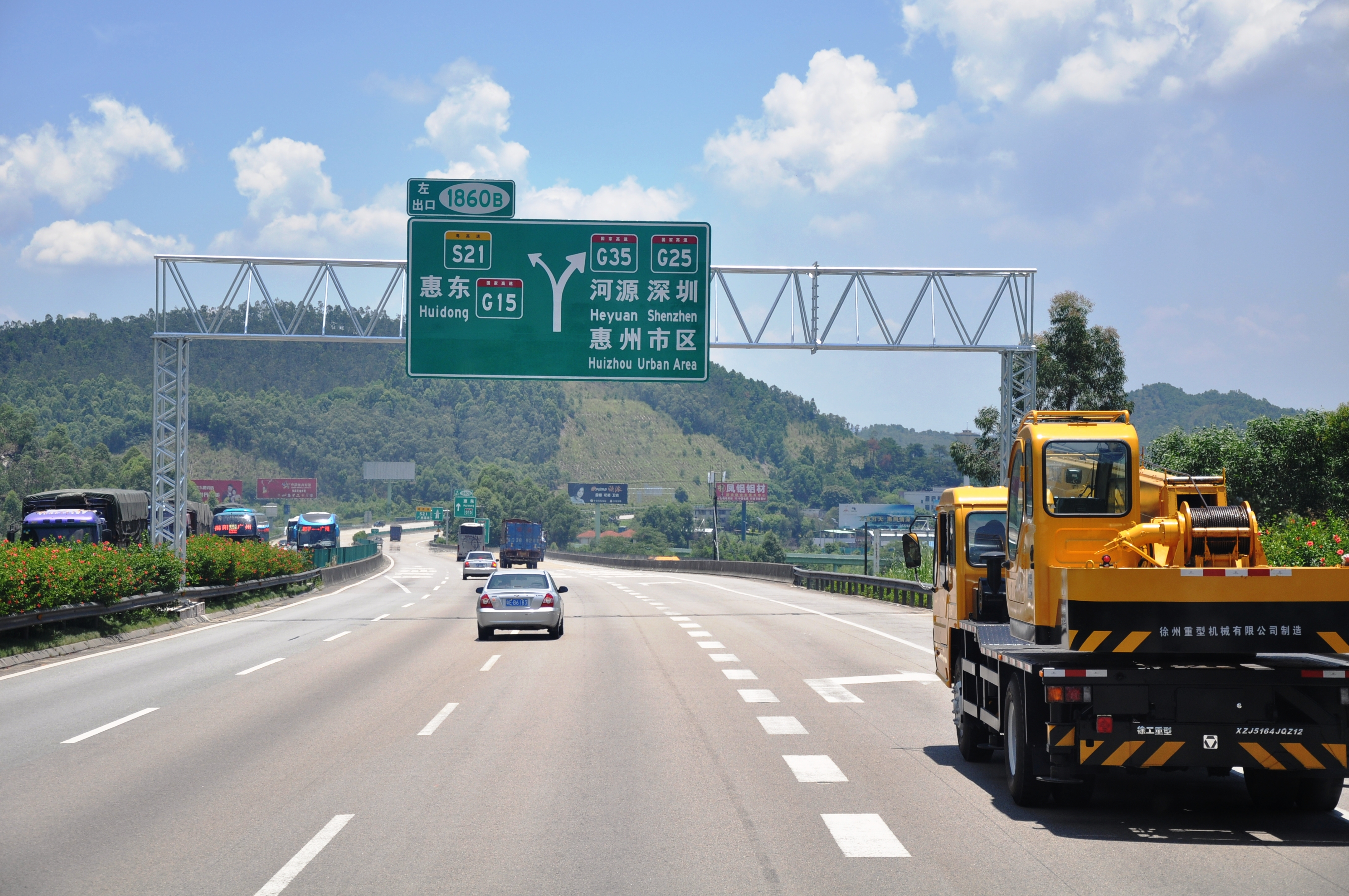
Chinees snelwegknooppunt

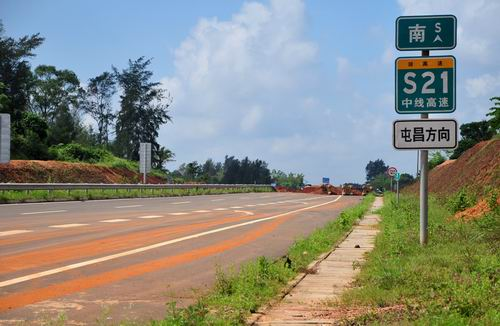
Chinese provinciale snelweg

Het netwerk van autosnelwegen in de Volksrepubliek China (Vereenvoudigd Chinees: 中国高速网, Traditioneel Chinees: 中國高速網, pinyin: Zhōngguó gāosùwǎng, Engels: Expressways), vaak aangeduid als het National Trunk Highway System (NTHS) besloeg in 2022 in totaal bijna 168.000 kilometer en is daarmee het langste nationale snelwegnet ter wereld.
De eerste autosnelweg in China werd aangelegd in 1988. Tot 1993 bleef het bij een zeer klein aantal snelwegen. Sindsdien werden vele kilometers per jaar aangelegd. Alleen al in 2010 werd evenwel 9.816 kilometer aan het netwerk toegevoegd. Eind 2010 was het netwerk gegroeid tot in totaal 74.000 kilometer. Daarmee was dit netwerk vanaf 2010 het op de Verenigde Staten (77.000 km) na grootste ter wereld, groter dan het totaal aan autosnelwegen in de Europese Unie. De groei stopte niet en met 7.450 kilometer aangelegd in 2014 werd eind dat jaar een totale netwerkgrootte van 111.950 km bereikt.
De autosnelwegen worden aangelegd en uitgebaat door private firma's en tolgelden worden op de meeste autosnelwegen geïnd, meer en meer met systemen voor elektronische inning van tolgeld. Er zijn minimum- en maximumsnelheden die afgedwongen worden. Het gaat om 70 en 120 km/u. Signalisatie wordt meer en meer in zowel Vereenvoudigd Chinees en Engels aangeduid.
Het geactualiseerde National Trunk Highway System (NTHS) werd in 2005 ook het 7918 netwerk genoemd, en sinds 2013 het 71118 netwerk, omdat het de volgende wegen bevat:
- 7 radiale autosnelwegen vanuit Peking (G1 - G7)
- 11 verticale autosnelwegen die het land van noord naar zuid doorkruisen, van 2005 tot 2013 waren er hier maar 9 voorzien (G-wegen met twee cijfers eindigend op een oneven cijfer)
- 18 horizontale autosnelwegen die het land van west naar oost doorkruisen (G-wegen met twee cijfers eindigend op een even cijfer)

Het netwerk wordt aangevuld met een aantal dwarsende verbindingssnelwegen en ringwegen rond de grote steden en metropolen. Hiervoor worden tweecijferige of viercijferige wegnummers gehanteerd.

## Nummering
Alle nationale wegen van China hebben wegnummers die beginnen met het voorvoegsel G, van guójiā (国家) wat nationaal betekent. Dit wordt voor de Chinese nationale wegen gevolgd door een driecijferig getal. Een voorbeeld is Chinese nationale weg 101, die wordt aangeduid met G101.
Voor de autosnelwegen wordt dezelfde nummering aangehouden, maar met een-, twee- of viercijferige nummers (witte letter G en cijfers op groene achtergrond, met daarboven een rode balk met opschrift 国家高速 (Guójiā Gāosù, nationale autosnelweg van China)).
Regionale en provinciale snelwegen hebben de letter S (witte letter S en cijfers op groene achtergrond, met daarboven een gele balk met opschrift).
De autosnelwegen hebben groene bewegwijzering met witte letters; de bewegwijzering is in vereenvoudigd Chinees en Engels (of in bepaalde provincies Chinees en de lokale taal (zoals Oeigoers in Xinjiang en Mongools in Binnen-Mongolië).

## Naamgeving
De naam van de Chinese autosnelwegen is vaak een porte-manteau van de plaatsnamen aan het begin- en eindpunt van de weg. Bijvoorbeeld de G11 die loopt tussen Hegang en Dalian wordt de Heda Expressway genoemd.

## Lijst van nationale snelwegen
| Schild                              | Nummer                              | Naam                                | Beginpunt                           | Eindpunt                            | Lengte                              | Opmerkingen |
| Radiale autosnelwegen vanuit Peking | Radiale autosnelwegen vanuit Peking | Radiale autosnelwegen vanuit Peking | Radiale autosnelwegen vanuit Peking | Radiale autosnelwegen vanuit Peking | Radiale autosnelwegen vanuit Peking | Radiale autosnelwegen vanuit Peking                                                                                      |
| ----------------------------------- | ----------------------------------- | ----------------------------------- | ----------------------------------- | ----------------------------------- | ----------------------------------- | --- |
|                                     | G1                                  | Jingha Expressway                   | Peking                              | Harbin                              | 1.280 km                            | De weg loopt door de provincies Peking, Hebei, Liaoning, Jilin en Heilongjiang.                                          |
|                                     | G2                                  | Jinghu Expressway                   | Peking                              | Shanghai                            | 1.245 km                            | De weg loopt door de provincies Peking, Tianjin, Hebei, Shandong, Jiangsu en Shanghai.                                   |
|                                     | G3                                  | Jingtai Expressway                  | Peking                              | Fuzhou (Taipei)                     | 2.030 km                            | |
|                                     | G4                                  | Jinggang'ao Expressway              | Peking                              | Hongkong                            | 2.285 km                            | |
|                                     | G4W                                 | Guang'ao Expressway                 | Kanton                              | Macau                               | 153 km                              | |
|                                     | G5                                  | Jingkun Expressway                  | Peking                              | Kunming                             | 2.865 km                            | |
|                                     | G6                                  | Jingzang Expressway                 | Peking                              | Lhasa                               | 3.710 km                            | De weg loopt door de provincies Peking, Hebei, Binnen-Mongolië, Ningxia, Gansu, Qinghai en Tibet                         |
|                                     | G7                                  | Jinxin Expressway                   | Peking                              | Ürümqi                              | 2.540 km                            | |
| Noord-zuid-autosnelwegen            |                                     |                                     |                                     |                                     |                                     | |
|                                     | G11                                 | Heda Expressway                     | Hegang                              | Dalian                              | 1.390 km                            | |
|                                     | G1111                               | Heha Expressway                     | Hegang                              | Harbin                              | 460 km                              | |
|                                     | G1112                               | Jishuang Expressway                 | Ji'an                               | Shuangliao                          | 460 km                              | |
|                                     | G1113                               | Danfu Expressway                    | Dandong                             | Fuxin                               | 440 km                              | |
|                                     | G15                                 | Shenhai Expressway                  | Shenyang                            | Haikou                              | 3.710 km                            | |
|                                     | G15W                                | Changtai Expressway                 | Changzhou                           | Taizhou                             | 339 km                              | |
|                                     | G1511                               | Rilan Expressway                    | Rizhao                              | Lankao                              | 469 km                              | |
|                                     | G1512                               | Yongjin Expressway                  | Ningbo                              | Jinhua                              | 185 km                              | |
|                                     | G1513                               | Wenli Expressway                    | Wenzhou                             | Lishui                              | 234 km                              | |
|                                     | G1514                               | Ningshang Expressway                | Ningde                              | Shangrao                            | 380 km                              | De weg loopt door de provincies Fujian en Jiangxi.                                                                       |
|                                     | G25                                 | Changshen Expressway                | Changchun                           | Shenzhen                            | 3.580 km                            | |
|                                     | G2511                               | Xinlu Expressway                    | Xinmin                              | Lubei                               | 360 km                              | |
|                                     | G2512                               | Fujin Expressway                    | Fuxin                               | Jinzhou                             | 117 km                              | De weg loopt door de provincie Liaoning.                                                                                 |
|                                     | G2513                               | Huaixu Expressway                   | Huai'an                             | Xuzhou                              | 164 km                              | |
|                                     | G35                                 | Jiguang Expressway                  | Jinan                               | Guangzhou                           | 2.110 km                            | |
|                                     | G45                                 | Daguang Expressway                  | Daqing                              | Guangzhou                           | 3.550 km                            | |
|                                     | G4511                               | Longhe Expressway                   | Longnan                             | Heyuan                              | 127 km                              | |
|                                     | G55                                 | Erguang Expressway                  | Erenhot                             | Guangzhou                           | 2.685 km                            | |
|                                     | G5511                               | Ji'a Expressway                     | Jining                              | Arun Banner                         | 1.360 km                            | |
|                                     | G5512                               | Jinxin Expressway                   | Jincheng                            | Xinxiang                            | 135 km                              | |
|                                     | G5513                               | Changzhang Expressway               | Changsha                            | Zhangjiajie                         | 310 km                              | |
|                                     | G59                                 | Hubei Expressway                    | Hohhot                              | Beihai                              | 2.628 km                            | |
|                                     | G65                                 | Baomao Expressway                   | Baotou                              | Maoming                             | 3.130 km                            | |
|                                     | G69                                 | Yinbai Expressway                   | Yinchuan                            | Baise                               | 2.570 km                            | |
|                                     | G75                                 | Lanhai Expressway                   | Lanzhou                             | Haikou                              | 2.570 km                            | |
|                                     | G7511                               | Qindong Expressway                  | Qinzhou                             | Dongxing                            | 33 km                               | verbinding met de Vietnamese autosnelwegen, naar Hanoi                                                                   |
|                                     | G85                                 | Yukun Expressway                    | Chongqing                           | Kunming                             | 838 km                              | |
|                                     | G8511                               | Kunmo Expressway                    | Kunming                             | Mohan                               | 715 km                              | onderdeel van de Kunming-Bangkok Expressway, verbinding met autosnelwegen in Laos en Thailand, naar Bangkok              |
| Oost-west autosnelwegen             |                                     |                                     |                                     |                                     |                                     | |
|                                     | G10                                 | Suiman Expressway                   | Suifenhe                            | Manzhouli                           | 1.520 km                            | Beide uiteinden zijn grenssteden, verbinding tussen Rusland en Rusland                                                   |
|                                     | G1011                               | Hatong Expressway                   | Harbin                              | Tongjiang                           | 570 km                              | |
|                                     | G12                                 | Hunwu Expressway                    | Hunchun                             | Ulanhot                             | 885 km                              | verbinding met de autosnelwegen in Noord-Korea                                                                           |
|                                     | G1211                               | Jihei Expressway                    | Jilin                               | Heihe                               | 815 km                              | verbinding met de autosnelwegen in Rusland                                                                               |
|                                     | G1212                               | Shenji Expressway                   | Shenyang                            | Jilin                               | 415 km                              | |
|                                     | G16                                 | Danxi Expressway                    | Dandong                             | Xilinhot                            | 960 km                              | |
|                                     | G18                                 | Rongwu Expressway                   | Rongcheng                           | Wuhai                               | 1.820 km                            | |
|                                     | G1811                               | Huangshi Expressway                 | Huanghua                            | Shijiazhuang                        | 188 km                              | De weg loopt door de provincie Hebei.                                                                                    |
|                                     | G20                                 | Qingyin Expressway                  | Qingdao                             | Yinchuan                            | 1.600 km                            | |
|                                     | G2011                               | Qingxin Expressway                  | Qingdao                             | Xinhe                               | 122 km                              | |
|                                     | G2012                               | Dingwu Expressway                   | Dingbian                            | Wuwei                               | 450 km                              | |
|                                     | G22                                 | Qinglan Expressway                  | Qingdao                             | Lanzhou                             | 1.795 km                            | |
|                                     | G30                                 | Lianhuo Expressway                  | Lianyungang                         | Horgos                              | 4.280 km                            | |
|                                     | G3011                               | Liuge Expressway                    | Liuyuan                             | Golmud                              | 650 km                              | |
|                                     | G3012                               | Tuhe Expressway                     | Turpan                              | Hotan                               | 1.280 km                            | |
|                                     | G3013                               | Kayi Expressway                     | Kashgar                             | Yierkstan                           | 220 km                              | |
|                                     | G3014                               | Kuia Expressway                     | Kuitun                              | Altay                               | 760 km                              | |
|                                     | G3015                               | Kuita Expressway                    | Kuitun                              | Baketu, Tacheng                     | 365 km                              | verbinding met Kazachstan                                                                                                |
|                                     | G3016                               | Qingyi Expressway                   | Qingshuihe                          | Yining                              | 500 km                              | |
|                                     | G36                                 | Ningluo Expressway                  | Nanjing                             | Luoyang                             | 1.354 km                            | |
|                                     | G40                                 | Hushan Expressway                   | Shanghai                            | Xi'an                               | 1.490 km                            | |
|                                     | G4011                               | Yangli Expressway                   | Yangzhou                            | Liyang                              | 134 km                              | |
|                                     | G42                                 | Hurong Expressway                   | Shanghai                            | Chengdu                             | 1.960 km                            | |
|                                     | G4211                               | Ningwu Expressway                   | Nanjing                             | Wuhu                                | 72 km                               | |
|                                     | G4212                               | Hean Expressway                     | Hefei                               | Anqing                              | 170 km                              | |
|                                     | G50                                 | Huyu Expressway                     | Shanghai                            | Chongqing                           | 1.900 km                            | |
|                                     | G5011                               | Wuhe Expressway                     | Wuhu                                | Hefei                               | 115 km                              | |
|                                     | G56                                 | Hangrui Expressway                  | Hangzhou                            | Ruili                               | 3.405 km                            | verbinding met Myanmar                                                                                                   |
|                                     | G5611                               | Dali Expressway                     | Dali, Yunnan                        | Lijiang                             | 220 km                              | |
|                                     | G60                                 | Hukun Expressway                    | Shanghai                            | Kunming                             | 2.370 km                            | |
|                                     | G70                                 | Fuyin Expressway                    | Fuzhou                              | Yinchuan                            | 2.485 km                            | |
|                                     | G7011                               | Shitian Expressway                  | Shiyan                              | Tianshui                            | 880 km                              | |
|                                     | G72                                 | Quannan Expressway                  | Quanzhou                            | Nanning                             | 1.635 km                            | |
|                                     | G7211                               | Nanyou Expressway                   | Nanning                             | Youyiguan                           | 193 km                              | verbinding met de autosnelwegen in Vietnam                                                                               |
|                                     | G76                                 | Xiarong Expressway                  | Xiamen                              | Chengdu                             | 2.295 km                            | |
|                                     | G78                                 | Shankun Expressway                  | Shantou                             | Kunming                             | 1.710 km                            | |
|                                     | G80                                 | Guangkun Expressway                 | Guangzhou                           | Kunming                             | 1.610 km                            | |
|                                     | G8011                               | Kaihe Expressway                    | Kaiyuan                             | Hekou                               | 190 km                              | verbinding met Vietnam                                                                                                   |
| Ringautosnelwegen                   |                                     |                                     |                                     |                                     |                                     | |
|                                     | G91                                 | Central Liaoning Ring Expressway    | Liaozhong                           | Liaozhong                           | 399 km                              | verbindt Tieling, Fushun, Benxi, Liaoyang, Liaozhong, Xinmin, Tieling met elkaar                                         |
|                                     | G92                                 | Hangzhou Bay Ring Expressway        | Shanghai                            | Ningbo                              | 427 km                              | verbindt Shanghai, Hangzhou, Ningbo met elkaar                                                                           |
|                                     | G9211                               | Yongzhou Expressway                 | Ningbo                              | Zhoushan                            | 68 km                               | verbindt Ningbo, Zhoushan met elkaar                                                                                     |
|                                     | G93                                 | Chengyu Ring Expressway             | Chengdu                             | Chengdu                             | 1.057 km                            | verbindt Chengdu, Mianyang, Suining, Chongqing, Hejiang, Luzhou, Yibin, Leshan, Yaan, and Chengdu met elkaar             |
|                                     | G94                                 | Zhujiang Delta Ring Expressway      | Hongkong                            | Hongkong                            | 456 km                              | verbindt Shenzhen, Hongkong, Macau, Zhuhai, Zhongshan, Jiangmen, Foshan, Huadu, Zengcheng, Dongguan, Shenzhen met elkaar |
|                                     | G9411                               | Dongfo Expressway                   | Dongguan                            | Foshan                              | 110 km                              | verbindt Dongguan, Humen, Foshan met elkaar                                                                              |
|                                     | G98                                 | Hainan Ring Expressway              | Haikou                              | Haikou                              | 613 km                              | verbindt Haikou, Qionghai, Sanya, Dongfang, Haikou met elkaar                                                            |
|                                     | G99                                 | Taiwan Ring Expressway              | Taipei                              | Taipei                              | 767 km                              | |

## Lengte van het autosnelwegennet
Hieronder staat historisch overzicht van de groei van autosnelwegen op het vasteland van China:
| Jaar       | Lengte     |
| ---------- | ---------- |
| 01-01-1988 | 0 km       |
| 01-01-1989 | 147 km     |
| 01-01-1990 | 271 km     |
| 01-01-1991 | 522 km     |
| 01-01-1992 | 574 km     |
| 01-01-1993 | 652 km     |
| 01-01-1994 | 1.145 km   |
| 01-01-1995 | 1.603 km   |
| 01-01-1996 | 2.141 km   |
| 01-01-1997 | 3.422 km   |
| 01-01-1998 | 4.771 km   |
| 01-01-1999 | 8.733 km   |
| 01-01-2000 | 11.605 km  |
| 01-01-2001 | 16.314 km  |
| 01-01-2002 | 19.453 km  |
| 01-01-2003 | 25.200 km  |
| 01-01-2004 | 29.800 km  |
| 01-01-2005 | 34.300 km  |
| 01-01-2006 | 41.005 km  |
| 01-01-2007 | 45.339 km  |
| 01-01-2008 | 53.913 km  |
| 01-01-2009 | 60.436 km  |
| 01-01-2010 | 65.065 km  |
| 01-01-2011 | 74.000 km  |
| 01-01-2012 | 85.000 km  |
| 01-01-2013 | 95.600 km  |
| 01-01-2014 | 104.500 km |
| 01-01-2015 | 111.950 km |
| 01-01-2016 | 123.000 km |
| 01-01-2017 | 130.000 km |
| 01-01-2018 | 136.500 km |
| 01-01-2019 | 142.500 km |

G1
· G0111
· G0112
· G0121
· G0122
· G2
· G0211
· G0212
· G3
· G0311
· G0321
· G0322
· G0323
· G4
· G0401
· G0411
· G0412
· G0413
· G0421
· G0422
· G0423
· G0424
· G0425
· G5
· G0511
· G0512
· G0513
· G6
· G0601
· G0602
· G0611
· G0612
· G0613
· G0615
· G0616
· G7
· G0711
· G0712
· G10
· G1001
· G1011
· G1012
· G1013
· G1015
· G1016
· G1017
· G11
· G1101
· G1111
· G1112
· G1113
· G1115
· G1116
· G1117
· G1118
· G1119
· G1131
· G12
· G1211
· G1212
· G1213
· G1215
· G1216
· G1221
· G15
· G1501
· G1502
· G1503
· G1504
· G1505
· G1506
· G1507
· G1508
· G1511
· G1512
· G1513
· G1514
· G1515
· G1516
· G1517
· G1518
· G1519
· G1521
· G1522
· G1523
· G1531
· G1532
· G1533
· G1534
· G1535
· G1536
· G16
· G1611
· G1612
· G18
· G1811
· G1812
· G1813
· G1815
· G1816
· G1817
· G1818
· G20
· G2001
· G2002
· G2003
· G2004
· G2011
· G2012
· G22
· G2201
· G2211
· G25
· G2501
· G2502
· G2503
· G2504
· G2511
· G2512
· G2513
· G2515
· G2516
· G2517
· G2518
· G2519
· G2531
· G30
· G3001
· G3002
· G3003
· G3011
· G3012
· G3013
· G3014
· G3015
· G3016
· G3017
· G3018
· G3019
· G3021
· G3031
· G3032
· G3033
· G3035
· G3036
· G35
· G3511
· G3512
· G36
· G3611
· G3612
· G3613
· G3615
· G40
· G4001
· G4011
· G4012
· G4013
· G4015
· G42
· G4201
· G4202
· G4211
· G4212
· G4213
· G4215
· G4216
· G4217
· G4218
· G4219
· G4221
· G4222
· G4223
· G4231
· G45
· G4501
· G4511
· G4512
· G4513
· G4515
· G50
· G5001
· G5011
· G5012
· G5013
· G5015
· G5016
· G5021
· G55
· G5511
· G5512
· G5513
· G5515
· G5516
· G5517
· G5518
· G56
· G5601
· G5611
· G5612
· G5613
· G5615
· G5616
· G5617
· G5618
· G5621
· G59
· G5901
· G5911
· G5912
· G60
· G6001
· G6002
· G6011
· G6012
· G6021
· G6022
· G6023
· G6025
· G65
· G6511
· G6512
· G6517
· G6521
· G6522
· G69
· G6911
· G70
· G7011
· G7012
· G7013
· G7021
· G72
· G7201
· G7211
· G7212
· G7221
· G75
· G7511
· G7512
· G7521
· G7522
· G76
· G7611
· G7612
· G78
· G80
· G8011
· G8012
· G8013
· G85
· G8511
· G8512
· G8513
· G8515
· G8516
· G8517
· G91
· G9111
· G92
· G9211
· G9221
· G93
· G94
· G9411
· G95
· G9511
· G98
· G9801
· G9811
· G9812
· G9813
· G99
· G9901
· G9902
· G9903
· G9904
· G9905
· G9906
· G9907
· G9908
· G9909
· G9910
· G9911
· G9912